# Palazzo Cenci-Bolognetti
Palazzo Cenci Bolognetti è un palazzo di Roma situato in piazza del Gesù 46, nel rione Pigna. Costruito originariamente come ampliamento del palazzo cinquecentesco della famiglia Petroni, venne poi ereditato dai Cenci, poi dai Cenci Bolognetti, ed è stato dal 1944 al 1994 la sede principale della Democrazia Cristiana. In seguito un'ala del palazzo è rimasta in uso all'omonima formazione politica sorta nel 2002. Ha ospitato anche la redazione della rivista satirica "Il male", gli uffici del Partito Popolare e dei Cristiani democratici uniti.

## Storia

### Contesto
Il Palazzo Cenci Bolognetti è stato costruito originariamente per la famiglia Petroni: originari di Civita Castellana ma presenti a Roma già dal XV secolo, i Petroni desideravano una dimora stabile al centro della città; l'atto di acquisto venne ratificato l'11 dicembre 1563.
Dal 1718 al 1735, negli appartamenti del palazzo a disposizione del Rappresentante (ambasciatore) a Roma del Duca di Modena, abitò il celebre pittore Giacomo Zoboli. Nel 1737 il conte Alessandro Petroni decise di ampliare il palazzo, commissionando otto anni dopo all'architetto Ferdinando Fuga, già autore del palazzo della Consulta e della basilica di Santa Maria Maggiore, il progetto della facciata su piazza del Gesù. L'edificio risultava quindi allineato alla piazza stessa, alla via Arcoeli e alla via Capitolina, aperta nel 1741. Con la morte di Alessandro nel 1771, venne assegnato alla figlia Maria Isabella già sposa del principe di Vicovaro Girolamo Cenci Bolognetti da cui in seguito assumerà il nome.
Venne restaurato ulteriormente nella seconda metà dell'800 da Virginio Cenci Bolognetti, VII principe di Vicovaro, il quale apportò modifiche agli interni adeguandolo al proprio gusto ed al nuovo secolo.
Donna Beatrice Fiorenza dei principi di Vicovaro, figlia unica di Virginio VII principe di Vicovaro, ereditò dal padre il palazzo (la famiglia dei principi di Vicovaro continua tutt'oggi). Lo lascerà per volontà testamentaria, insieme ad altri immobili, il 16 ottobre 1955 all'università degli studi di Roma "La Sapienza" con l'obiettivo di creare un istituto Pasteur italiano. (https://www.istitutopasteuritalia.it/storia/)
Dal 1955 il palazzo è quindi interamente di proprietà della Fondazione Cenci Bolognetti - Istituto Pasteur e non appartiene più alla famiglia Cenci Bolognetti.

### Sede della Democrazia Cristiana
(Targa posta nel decennale della morte di Alcide De Gasperi)
La Democrazia Cristiana aveva in mente di stabilirsi nel dirimpettaio Palazzo Altieri ma, dopo l'opposizione del portiere, scelsero la ex-residenza dei Petroni. Tra i numerosi aneddoti si cita quello di Amintore Fanfani che a causa dei telefoni malfunzionanti era solito chiamare il suo segretario Mariano Rumor con un campanello.